# Sierksrade
Sierksrade è un comune di 334 abitanti dello Schleswig-Holstein, in Germania.
Appartiene al circondario del ducato di Lauenburg ed è parte dell'Amt Berkenthin.

## Storia
Nel 1937 la cosiddetta "legge sulla Grande Amburgo" decretò la cessione del comune di Sierksrade del Land di Lubecca, contemporaneamente disciolto, alla Prussia.